# Саласу (приток Акташа)
Саласу, в среднем течении Цебетар, в верхнем течении Теренгултар — река в России, протекает по территории Казбековского района Дагестана. Устье реки находится в 120 км от устья Акташа по правому берегу. Длина реки — 36 км, площадь водосборного бассейна — 162 км². Название с кумыкского языка переводится как «воды Сала» (как и название местности, по территории которой она протекает — «Сала-тау»), где «сув» — вода, а «сала» — дворянский титул.

## География и гидрология

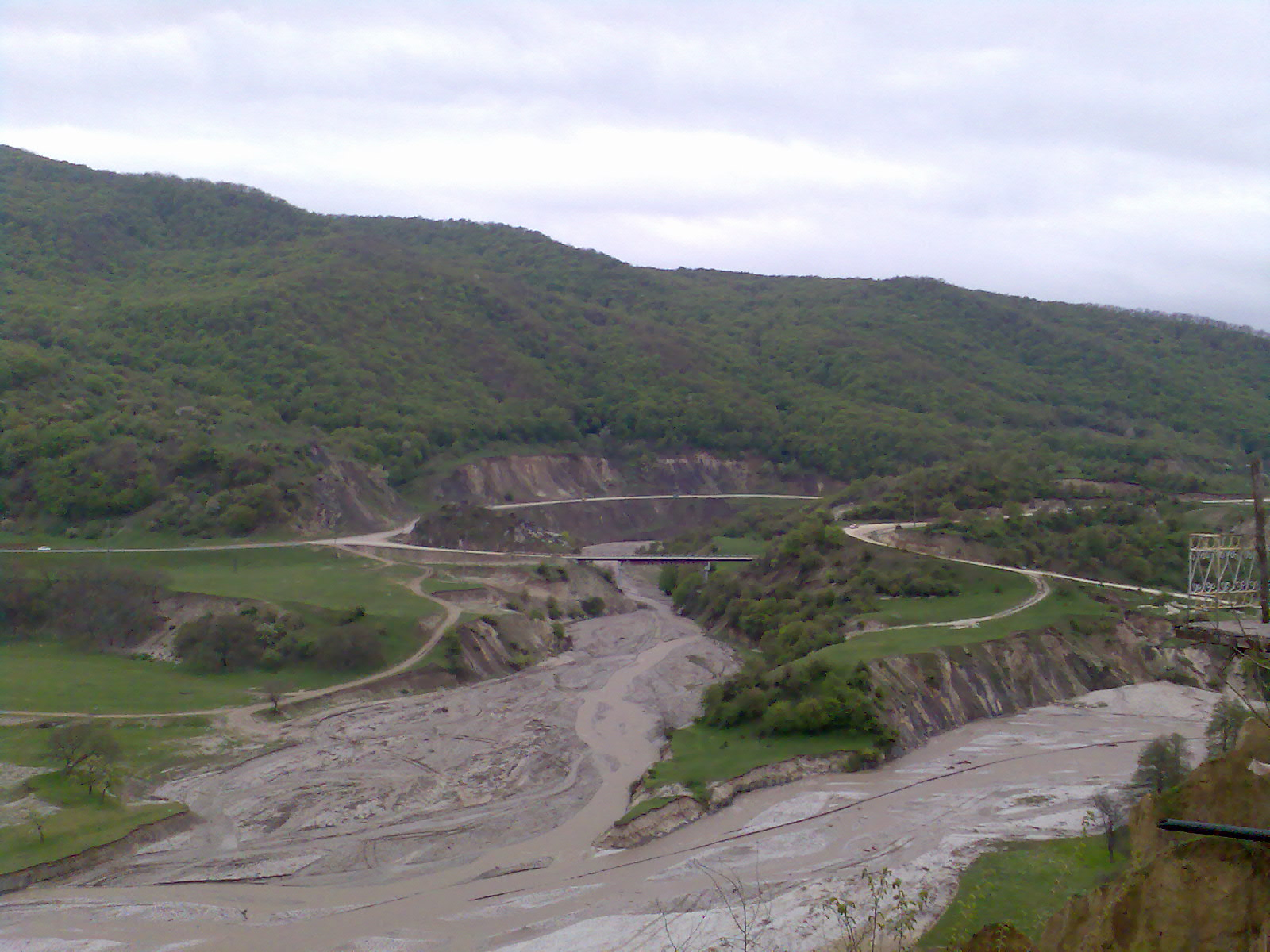
Место впадения Саласу в Акташ

В верхнем течении река носит название Теренгултар или Теренгул, она берёт своё начало к востоку от одноимённой горы Саласу (2206 м). Протекает в глубоком ущелье, к востоку от урочищ Тустау и Тогениктау, к востоку от горы Теренгул (1363 м), и к западу от горы Кахантмуру (1338,9 м). Ниже по течению в неё впадает левобережный приток Каханухкал. Общее направление течения на этом участке с юга на север.
После впадения притока Каханухкал — река меняет своё название на Цебетар, протекает к западу от села Гуни и к северу от села Дылым. Ниже Дылыма в неё впадает левобережный приток Жарлинкортар.
Ниже впадения притока Каханухкал река изменяет своё название на Саласу. Протекая к востоку от села Калининаул, река впадает в Акташ справа.
Рядом с сёлами Калининаул и Дылым через реку переброшено два автомобильных моста. Дно у реки каменистое.

### Населённые пункты
От истока к устью река протекает рядом с населённые пунктами: Гуни, Дылым, Калининаул.

### Притоки
Основные притоки:
- Жарлинкортар в 5,8 км по левому берегу реки.
- Каханухкал в 17 км по левому берегу реки.

## Данные водного реестра
По данным государственного водного реестра России относится к Западно-Каспийскому бассейновому округу, водохозяйственный участок реки — Сулак от Чиркейского гидроузла и до устья. Речной бассейн реки — Терек.